# Boom (chanson de POD)
Pour les articles homonymes, voir Boom.
Singles de POD
Youth of the Nation
(2002) Satellite
(2002)
Pistes de Satellite
Alive Youth of the Nation
Boom est le troisième single extrait du quatrième album studio de POD, Satellite. Bien qu'il n'ait pas été aussi bien classé que les singles précédents issus du même album, la chanson a été utilisée de nombreuses fois au cinéma et à la télévision.  "Boom (The Crystal Method remix)" est inclus sur l'album remixé, Community Service, et sur l'édition limitée de Satellite, sortie le 27 août 2002, en tant que piste bonus. Dans l'édition limitée sortie au Royaume-Uni, il y a une pochette dépliante et il y a sur le CD l'image du single.
"Boom" est souvent utilisé en tant que chanson d'ouverture des concerts de POD. Les paroles de la chanson tourne autour du groupe et de leur milieu de San Diego, décrivant la montée en popularité du groupe avec des phrases comme "rock the masses, from Madrid to Calabasas". 	
Toutefois, l'explosif, "Boom!"  du refrain donne à la chanson son impact et sa polyvalence en tant que bande son de film. Contrairement aux autres chansons de POD plus axées sur la foi, le chanteur Sonny Sandoval décrit "Boom" comme "just a fun rock song".
Après les Attentats du 11 septembre 2001, "Boom" a été la seule chanson de POD figurant sur la liste des chansons jugées inappropriées par Clear Channel Communications à la suite des attentats du 11 septembre 2001.
Boom suit la sortie d'un autre single, au son plus sombre et plus calme, Youth of the Nation qui connait un très fort succès. Le guitariste Marcos Curiel a déclaré : 

« We wanted to go back to the spirit we had with Alive and have a song that encourages people to be happy and thankful that they're alive... We wanted to say, 'Let's not forget how to have fun this time.' 'Boom' is just raw, in your face. When we play it live, the crowd just goes nuts. Fists are in the air and the pit's going. »

"Nous avons voulu revenir à l'esprit que nous avons eu dans Alive et faire une chanson qui encourage les gens à être heureux et reconnaissants d'être vivants... Nous avons voulu dire, 'Il ne faut pas oublier comment on s'amuse cette fois'. Boom vous parait brut. Quand on la joue en live, le public devient fou. Tout le monde à les poings levés, et ça bouge dans la fosse."

## Clip
Le clip de "Boom" a été enregistré au cours du premier trimestre de 2002 et a été réalisé par Gavin Bowden, sorti au mois de mai, il a été diffusé de nombreuses fois sur MTV2 et MMUSA. C'est une vidéo assez inhabituel pour P.O.D de par son sens de l'humour évident. Le clip "Boom" s'articule autour d'un tournoi de ping-pong entre le groupe, habillé avec des survêtements orange, et une équipe suédoise, joué par le groupe de métal chrétien Blindside. À la même époque, Blindside a été fortement soutenu par POD et a même été signé par le groupe sous le label 3 points, une filiale d'Elektra Records. Les équipes sont à égalité jusqu'à ce que Marcos Curiel effectue un mouvement impressionnant et drôle pour gagner le match, et provoquer la colère de leurs adversaires.

En ce qui concerne le clip, Curiel, a déclaré:

« The funny thing is, people take us really seriously. We are a serious band, but we know that, at times, we don’t have to take ourselves so seriously. We have fun. That’s why we went ahead and did a video like 'Boom.' We wanted to show people that we could have fun. They have a movie out now called Balls of Fury, but we did that same topic back in the day. »

"Ce qui est drôle, c'est que les gens nous prennent vraiment au sérieux. Nous sommes un groupe sérieux, mais nous savons que, parfois, nous n'avons pas à nous prendre au sérieux. On s'amuse. C'est pourquoi nous sommes allés de l'avant et avons fait un clip comme "Boom". Nous avons voulu montrer aux gens que l'on pouvait s'amuser. Ils ont maintenant un film appelé Balls of Fury (un film comique sur un tournoi de ping pong), mais nous avons fait une vidéo sur ce même sujet bien avant.
Le clip de "Boom" a été atteint la position #8 au classement TVU's 50 Best Videos of All Time.

## Apparitions
"Boom" est l'indicatif musical du Saturday Night's Main Event pour son retour en 2006. La chanson ainsi que "Alive" ont été utilisés par ESPN et pour d'autres événements sportifs. La chanson est aussi présente dans la première bande annonce pour le ESPN's College GameDay.
La chanson est aussi présente sur les bandes originales des films Rollerball, Biker Boyz, Grind, et NASCAR 3D: The IMAX Experience, sur les deux derniers, c'est la version remixée de la chanson Boom (The Crystal Method remix).
"Boom" est aussi inclus dans des compilations comme Triple M's New Stuff Vol. 4 et Wired-up 2 as well.
La chanson est aussi jouée pendant les matchs des White Sox de Chicago quand Bobby Jenks rentre en jeu.
"Boom" est présente dans un des trailers du jeu vidéo à la première personne Bulletstorm sorti en 2011

## Liste des pistes
1. Boom (3:07)
2. Set it Off (Tweaker Mix) (4:11)
3. Hollywood (Live) (5:12)

## Classements
| Classement                       | Position           |
| -------------------------------- | ------------------ |
| Billboard Hot 100                | 123 (June 4, 2002) |
| Billboard Mainstream Rock Tracks | 21                 |
| Billboard Modern Rock Tracks     | 13                 |

## Récompenses

### 2002 - San Diego Music Awards
- Chanson de l'année

### 2003 - GMA Dove Awards
- Chanson Rock de l'année